# Matěj Milota Zdirad Polák
Matěj Milota Zdirad Polák (14. února 1788 Zásmuky – 31. března 1856 Vídeňské Nové Město) byl český básník, učitel a důstojník.

## Život
Milota Zdirad Polák (vlastním jménem Matěj Polák, později uváděn jako Moric Polak) se narodil v Zásmukách v rodině ševce, později obchodníka s ovocem, Jakuba Poláka. Na doporučení zásmuckého učitele Josefa Celera přešel v roce 1798 do tzv. normální školy v Praze a v roce 1807 se stal výpomocným učitelem v pražském sirotčinci v Bredovské ulici (dnes ulice Politických vězňů). V roce 1808 vstoupil jako dobrovolník do rakouské armády shromažďované proti Napoleonovi. Byl zařazen jako kadet k c. k. 21. pěšímu (tzv. Chrudimskému) pluku, jehož „inhaberem“ byl podmaršálek princ Viktor Rohan, později hrabě Albert Gyulai z Maroš-Nemethu a Nadasky. Bojoval u Aspern-Esslingu (21.–22. května 1809) a Wagramu (5.–6. července 1809).
Po necelém roce své vojenské kariéry, dosáhl důstojnické hodnosti korouhevníka. Do počátku roku 1813 byl se svým plukem ve východních Čechách. Po povýšení na poručíka a přeložení k 15. pluku bojoval v roce 1813 u Drážďan (26.–27. srpna 1813) a u Lipska (16.–19. října 1813).

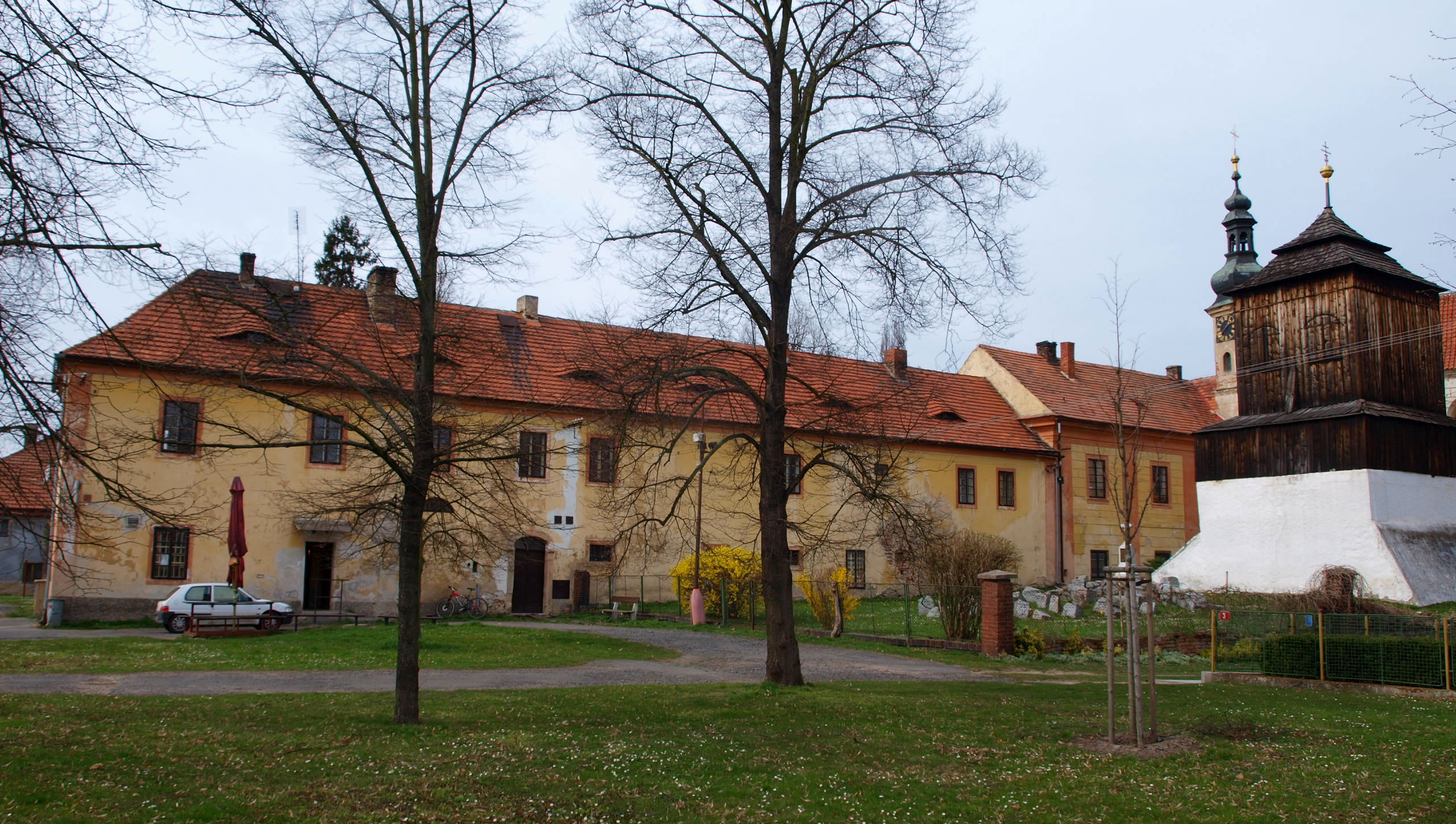
Zámek Obříství u Mělníka, kde v letech 1818–20 Polák působil ve službách hraběte von Kollera

V roce 1814 se zúčastnil slavného vjezdu protinapoleonské koalice do Paříže. Po krátkém pobytu v Haliči a v Uhrách se stal jako nadporučík pobočníkem podmaršálka barona Františka Arnošta, svobodného pána Kollera. S ním se dostal v době tzv. vídeňského kongresu (který se konal od 1. října 1814 do 9. června 1815) do hlavního města monarchie a poté do Itálie, kde byl podmaršálek Koller jmenován intendantem rakouské armády. V letech 1818–1820 pobýval jako vychovatel Kollerových synů Augusta a Alexandra (pozdějšího generála, od roku 1868 českého místodržícího a od roku 1874 ministra války) střídavě v Praze a na Kollerově panství na zámku Obříství u Mělníka.

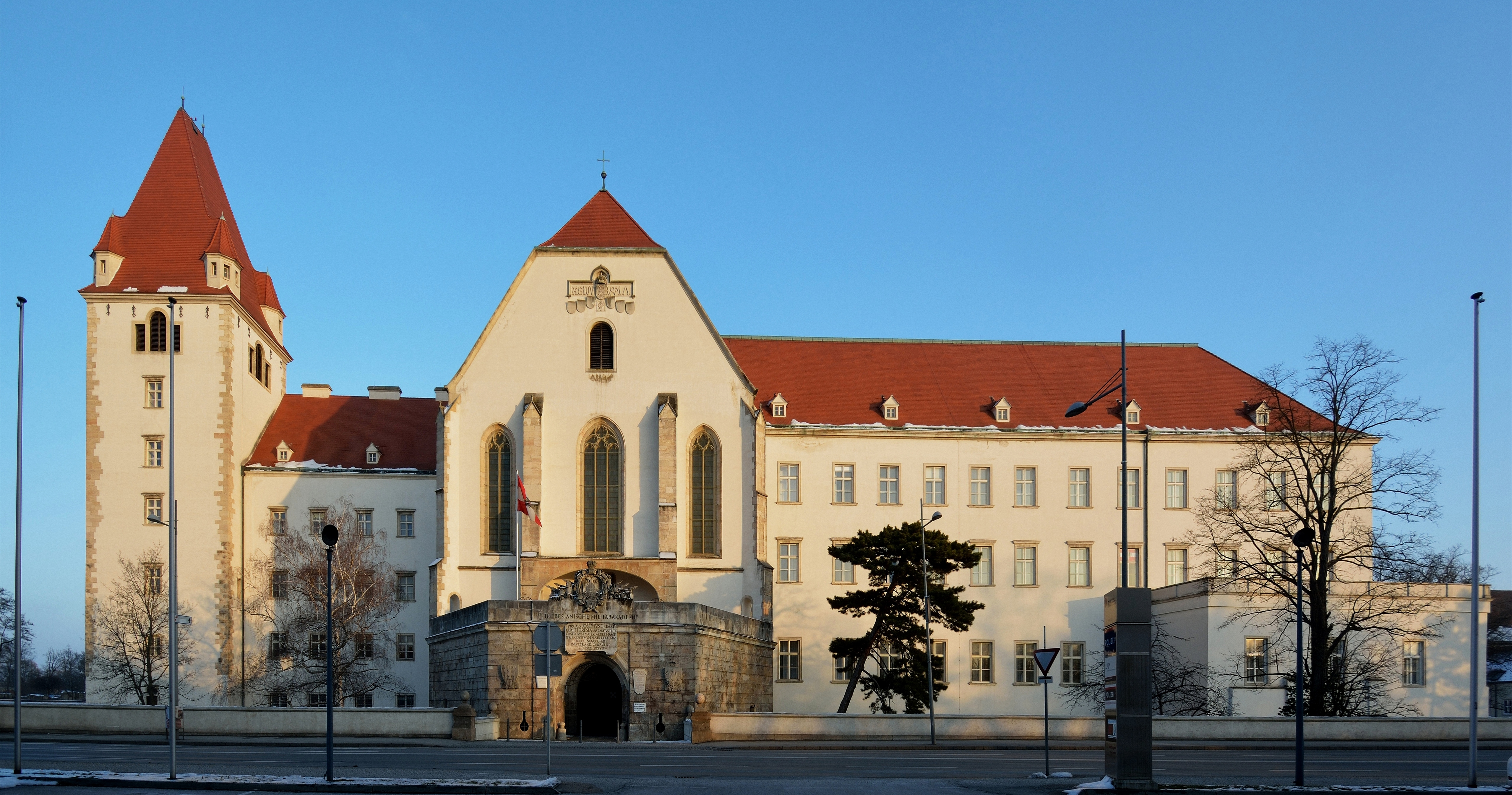
Tereziánská vojenská akademie, místo působení Poláka

Po vypuknutí revoluce v Neapoli (v červenci 1820) odjel znovu s Kollerem do Itálie. Po Kollerově smrti přišel Polák v roce 1827 na Tereziánskou vojenskou akademii ve Vídeňském Novém Městě, kde v letech 1827–1830 vyučoval češtinu a literaturu. Po povýšení na setníka se vrátil k svému pluku a v letech 1831–1837 sloužil v tehdejších severních Uhrách (mj. na Trenčínsku a v Bratislavě).
V roce 1832 se oženil s Emmou, o čtyřiadvacet let mladší dcerou dělostřeleckého důstojníka barona Augustina. V roce 1837 se navrátil na vojenskou akademii do Vídeňského Nového Města jako profesor válečného dějepisu a dohlížitel (prefekt) nad vyučováním jazyků. Jeho vojenská kariéra stoupala. Ještě v roce 1837 získal hodnost majora, v roce 1843 podplukovníka, 1848 plukovníka, do výslužby odešel v roce 1849 jako generálmajor. Byl povýšen do šlechtického stavu s přídomkem „ze Zdiradova“. Zemřel po mrtvici v osmašedesáti letech ve Vídeňském Novém Městě a zde byl také pohřben.

## Dílo
Pravděpodobně již jako student začal Polák psát německé verše. Do české literatury vstoupil ovšem až v prvé polovině desátých let 19. století. Při pobytu 21. chrudimského pěšího pluku ve východních Čechách se setkal s okruhem českých vlastenců sdružených kolem P. Josefa Liboslava Zieglera, faráře v Dobřanech u Dobrušky, mezi které patřil i dobrušský kupec František Vladislav Hek (známý jako literární postava F. L. Věk z Jiráskova stejnojmenného románu). Mezi Polákem a jen o šest let starším Zieglerem vzniklo přátelství. Byl to snad právě Ziegler, kdo rozpoznal v Polákovi literární nadání a podnítil ho k tvorbě. V roce 1813 vyšla na pokračování v Prvotinách pěkných umění (v beletristické příloze Hromádkových Císařsko-královských vídeňských novin) rozsáhlá lyrická báseň „Vznešenost přirozenosti“ s podtitulem „V slávozpěvích na Tvorce“. Podruhé ji Polák vydal, výrazně upravenou (s pomocí Zieglera a Jungmanna) a s pozměněným názvem „Vznešenost přírody“, v knižní podobě v roce 1819. Málokomu se dostalo od současníků tak příznivé kritiky jako Polákovi. Básník Šebestián Hněvkovský (1770–1847) ji označil jako geniální, Antonín Jaroslav Puchmajer (1769–1820) o ní napsal, že „ostane hrdostí Čechů“ a sám Josef Jungmann (1773–1847) nadšeně prohlásil, že Vznešenost „jest v jistém ohledu nejvýtečnější až posavade plod českého básnictví a hodna nejlepších toho tvaru cizokrajním básním na bok postavena býti“. Ani mladý František Palacký (1798–1876) nešetřil slovy chvály, když prohlásil, že Polákovi „genius Čechie právem palmu by básnictví podati mohl, tolik zajisté originálnosti, vznešenosti a jednotlivých krás posud aspoň žádný nám nepodal“. Polák měl štěstí, svou skladbu napsal v době, kdy rodící se, ale již sebevědomá česká obrozenecká společnost očekávala prvé velké (monumentální) dílo, které by se postavilo po bok vyspělému evropskému básnictví. Ostatní, pozdější Polákova básnická tvorba je žánrově i obsahově již značně různorodá. Řada jeho nepublikovaných rukopisů shořela při požáru Vídeňského Nového Města v roce 1834. Mezi nimi i dílo „Vznešenost hudby“, které Polák považoval za svou stěžejní práci.
Ohlas Polákovy Vznešenosti krásně evokoval A. Jirásek ve svém F. L. Věkovi: „Václav se ani nehnul. Nejprve byl jen zvědav, dychtiv, i závist maně uhlodla, záhy však začal žasnouti. A žasl, žasl, a byl pak jako zmámen. Nic takového dosud neslyšel, nečetl. Co byly proti tomu všecky ty básně, které znal. A co jeho! Verše hrnuly se proudem. Neobyčejná řeč, nová slova, z nichž mnohé neznámo, nejasno, žádné však se neozvalo naplano, nýbrž plně silným, novým zvukem. Nerozuměl všemu, to ono znělo podivně, ze všeho však cítil smělost a sílu, zvláštní sílu, oheň, vzlet a nadšení, jež uchvacovaly.“
Dodnes zůstává z Polákova básnického díla živá báseň „Sil jsem proso na souvrati“, část rozsáhlejší básně „Oklamaný miláček“. Jedná se ovšem o původní lidovou píseň, kterou Polák použil a doplnil v jednotlivých strofách svými verši (tak jako mnoho jiných jeho současníků). To platí i o části Polákovy básně „Pivo, víno, voda“, začínající verši „Kde je stárek, tu je mládek, nedaleko také pivovárek, kde se pivo vaří, tam se všechno daří…“
Prvý pobyt v Itálii v letech 1815–1818, kdy zde působil jako pobočník podmaršálka Františka Arnošta, svobodného pána Kollera, intendanta rakouských vojsk v Itálii, zúročil Polák v cestopise „Cesta do Itálie“. Popisuje zde svoji cestu z Vídně Štýrskem a Korutanskem do Benátek, do Toskánska a Říma a pobyt v Neapoli, v cíli své cesty, kde prožil tři roky. Vystupuje zde jako citlivý pozorovatel nejen krajiny, architektury, památek, ale i obyvatel, jejich práce, zálib, zvyků. Byl poučeným pozorovatelem, znalcem italských dějin a kultury, dokázal se dobře orientovat i na soudobé politické scéně. Nebyl nekritickým obdivovatelem všeho, co viděl, stále u něj můžeme sledovat praktický a racionální pohled osvícence. Na straně druhé se v něm ovšem nezapře osobnost básníka, který na mnoha místech spojuje popis předmětu (či události) s vyjádřením vlastního vnitřního citového zaujetí. „Cesta do Itálie“ není jen první novodobý český cestopis, ale v podstatě i první velké původní prozaické dílo nové české prózy. Zveřejňovat ho začal od roku 1820 J. L. Ziegler ve svém časopise Dobroslav. Knižně vyšlo až v roce 1862, šest let po Polákově smrti, kdy Karel Sabina připravil k vydání jeho souborné dílo.
Polák se zúčastnil i vykopávek v Pompejích, kde získával předměty pro sbírku barona Kollera. V jeho cestopisu najdeme přepisy bezmála padesáti antických nápisů, které přejal dílem z literatury, dílem z vlastního pozorování. Polák tak patří k zakladatelům nového vědního oboru u nás – epigrafiky.
Do roku 1849 zastával Polák místo profesora válečného dějepisu a dozorce nad výukou jazyků na vojenské akademii ve Vídeňském Novém Městě. V té době již češtinu běžně v mluveném slovu nepoužíval (byť se ani v této době české tvorby nevzdával), své děti vychoval německy a s českým kulturním prostředím pravděpodobně již neudržoval žádné styky. Podle svědectví žáka akademie Friedberga Mírohorského „zle se sápal na chovance Čechy, kteří navedeni Burianem nebo Fialkou hlásili se u něho česky, drsně poukazuje na němčinu jako jazyk služební“. Jeho současníci udávali, že, ke konci svého působení na akademii, „byl již bez ráznosti, skoro slabomyslný“. Do výslužby odešel v roce 1849 jako generálmajor. Zbytek života prožil ve Vídeňském Novém Městě, kde také 31. března 1856 zemřel.

## Odkaz

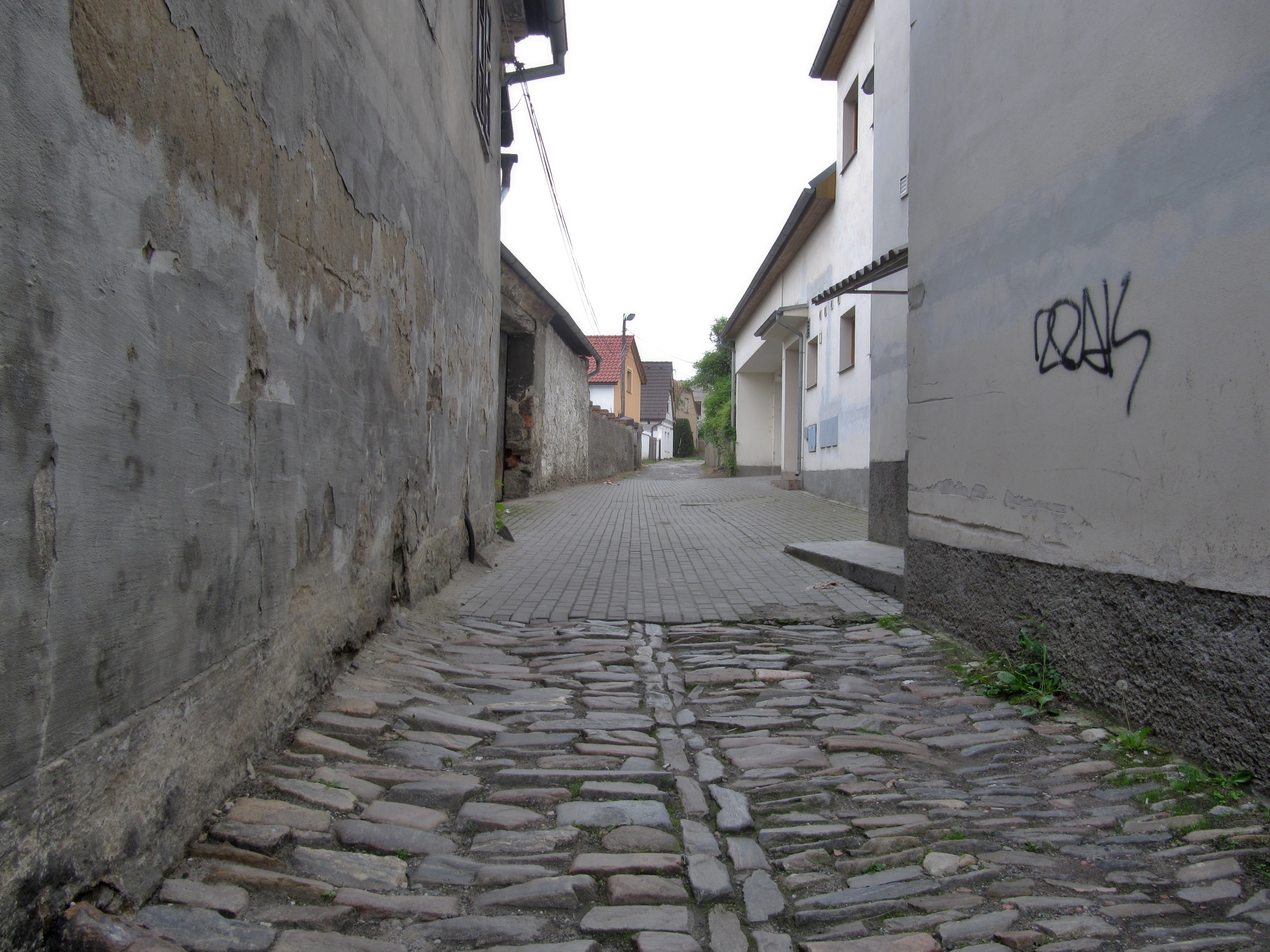
Polákova ulice v Zásmukách

Když Polák v roce 1856 zemřel, stál již dávno mimo kulturní dění v Čechách, nebyl ale zapomenut. Krátce po jeho smrti přinesl rozsáhlý nekrolog Lumír. V roce 1862 připravil Karel Sabina souborné vydání jeho spisů. V průběhu sedmdesátých a osmdesátých let 19. století můžeme nalézt v českých časopisech a novinách řadu článků věnovaných Polákovi. Přetrvávající zájem o Poláka ilustruje i vzpomínka Mikuláše Alše na setkání s Vítězslavem Hálkem v Umělecké Besedě, kde Hálek dával k dobrému vzpomínku na to, „jak ve svém životě uviděl jednou básníka a generála Milotu Zdirada Poláka, tvůrce básně Vznešenost přírody, že to bylo v Klementinské koleji, kde si Polák zřizoval hodinky dle znamení na věži…“ Pravděpodobně již v roce 1882 vzniká v Zásmukách spolek na postavení pomníku M. Z. Polákovi. 13. 7. 1884 došlo k odhalení pamětní desky na domě, který stál v místech původního rodného Polákova domku. Jednalo se tehdy o velkou národní slavnost. Když v devadesátých letech 19. století a na počátku století dvacátého vydával Alois Jirásek svůj rozsáhlý román F. L. Věk, stal se Milota Zdirad Polák i jednou z literárních postav. K dalšímu vydání Polákových spisů došlo díky prof. Josefu Bradáčovi na počátku 20. století, v roce 1907. Nedlouho poté se podařilo objevit v rodině Polákova vnuka setníka Emericha Poláka ze Zdiradova i několik jeho rukopisů (do té dobyly byly považovány všechny za ztracené). Nález učinil profesor brněnského gymnázia F. J. Rypáček a věnoval je Muzeu království Českého (Národnímu muzeu), dnes se nacházejí jako samostatný fond v Literárním archivu Památníku národního písemnictví v Praze. Je z nich zřejmé, že Polák tvořil české básně v podstatě až do konce svého života. V 70. letech se dílem M. Z. Poláka zabýval literární historik Alexandr Stich. Podařilo se mu připravit k vydání kritickou edici „Cesta do Itálie“ (Praha 1979), obsahující i úvodní studii Italský osud České literatury a Milota Zdirad Polák. Jelikož tehdy již Stich nesměl publikovat pod svým jménem, vyšla kniha pod jménem jeho kolegyně Felicitas Wünschové. Hrob Miloty Zdirada Poláka ve Vídeňském Novém Městě byl v roce 2002 restaurován a na podzim téhož roku, kdy vyvrcholilo sympózium 250 let češtiny v rakouské armádě, na něj položili velvyslanec České republiky v Rakousku dr. Jiří Gruša spolu s představiteli rakouské a české armády věnce a vzpomněli této významné osobnosti.

## Spisy

### Poezie
- Vznešenost přírody, původní název je Vznešenost přirozenosti – rozsáhlá óda na krásy přírody, psaná zčásti časoměrným, částečně sylabotónickým veršem
- Vznešenost hudby – považoval za své stěžejní dílo, roku 1834 shořelo, úryvek se dochoval v Jungmannově Slovesnosti pod názvem Kantáta o vznešenosti hudby. Jde o ódickou oslavu krásy a síly hudby, psanou časoměrným veršem.
- Oklamaný miláček – ohlasová poezie
- Sil jsem proso na souvrati – zlidovělá píseň

### Cestopis
- Cesta do Itálie – zde sepsal své zážitky z tažení do neapolského království v letech 1815–18.